# AFC Futsal Championship 2018
L'AFC Futsal Championship 2018 è stato il 15º campionato asiatico disputatosi dal 1° all'11 febbraio 2018 a Taipei, in Taipei Cinese.

## Squadre qualificate
| Pr. | Squadra       | Data di qualificazione certa | Partecipante in quanto                 | Ultima presenza |
| --- | ------------- | ---------------------------- | -------------------------------------- | --------------- |
| 1   | Taipei cinese | 12 aprile 2016               | Nazione ospitante                      | Uzbekistan 2016 |
| 2   | Vietnam       | 30 ottobre 2017              | Vincitore gruppo A Zona ASEAN          | Uzbekistan 2016 |
| 3   | Birmania      | 30 ottobre 2017              | Secondo posto gruppo A Zona ASEAN      | Esordiente      |
| 4   | Thailandia    | 28 ottobre 2017              | Vincitore gruppo B Zona ASEAN          | Uzbekistan 2016 |
| 5   | Malaysia      | 28 ottobre 2017              | Secondo posto gruppo B Zona ASEAN      | Uzbekistan 2016 |
| 6   | Giappone      | 6 novembre 2017              | Vincitore gruppo A Zona Est            | Uzbekistan 2016 |
| 7   | Corea del Sud | 6 novembre 2017              | Vincitore gruppo B Zona Est            | Vietnam 2014    |
| 8   | Cina          | 8 novembre 2017              | Vincitore play-off Zona Est            | Uzbekistan 2016 |
| 9   | Uzbekistan    | 17 ottobre 2017              | Vincitore gruppo A Zona Centro-Sud     | Uzbekistan 2016 |
| 10  | Kirghizistan  | 17 ottobre 2017              | Secondo posto gruppo A Zona Centro-Sud | Uzbekistan 2016 |
| 11  | Iran          | 17 ottobre 2017              | Vincitore gruppo B Zona Centro-Sud     | Uzbekistan 2016 |
| 12  | Tagikistan    | 17 ottobre 2017              | Secondo posto gruppo B Zona Centro-Sud | Uzbekistan 2016 |
| 13  | Bahrein       | 12 novembre 2017             | Vincitore gruppo A Zona Ovest          | Indonesia 2002  |
| 14  | Iraq          | 12 novembre 2017             | Secondo posto gruppo A Zona Ovest      | Uzbekistan 2016 |
| 15  | Libano        | 12 novembre 2017             | Vincitore gruppo B Zona Ovest          | Uzbekistan 2016 |
| 16  | Giordania     | 12 novembre 2017             | Secondo posto gruppo B Zona Ovest      | Uzbekistan 2016 |

## Fase a gironi

### Gruppo A
| Squadra       | Pti | G | V | N | P | GF | GS | DR |
| ------------- | --- | - | - | - | - | -- | -- | -- |
| Vietnam       | 6   | 3 | 2 | 0 | 1 | 6  | 4  | +2 |
| Bahrein       | 4   | 3 | 1 | 1 | 1 | 6  | 5  | +1 |
| Taipei cinese | 4   | 3 | 1 | 1 | 1 | 8  | 9  | -1 |
| Malaysia      | 3   | 3 | 1 | 0 | 2 | 7  | 9  | -2 |

| Arbitro: | Azat Hajypolatov |

|          |           |                     |
| Tùng 19’ | Marcatori | 36’, 40’ Awalluddin |

| Arbitro: | Hasan Mousa Al-Gburi |

|                              |           |                       |
| Tai-hsiang 30’ Chih-hung 36’ | Marcatori | 27’ Abdulla 39’ Saleh |

| Arbitro: | Tomohiro Kozaki |

|              |           |                      |
| Al-Sandi 28’ | Marcatori | 18’ Đắc Huy 18’ Luân |

| Arbitro: | Rey Ritaga |

|                                                                   |           |                                                  |
| Azwann 27’ Awalluddin 33’ Huang Tai-hsiang 35’ (aut.) Khairul 38’ | Marcatori | 8’, 32’ Ming-hui 13’, 39’ Chih-hung 21’ Sheng-fa |

| Arbitro: | Mohamad Chami |

|                   |           |                              |
| Huang Po-chun 19’ | Marcatori | 29’ Tùng 30’ Hoa 39’ Đắc Huy |

| Arbitro: | An Ran |

|           |           |                               |
| Aizad 33’ | Marcatori | 3’, 7’ Abdulnabi 40’ Al-Sandi |

### Gruppo B
| Squadra       | Pti | G | V | N | P | GF | GS | DR  |
| ------------- | --- | - | - | - | - | -- | -- | --- |
| Giappone      | 9   | 3 | 3 | 0 | 0 | 21 | 6  | +15 |
| Uzbekistan    | 6   | 3 | 2 | 0 | 1 | 11 | 8  | +3  |
| Tagikistan    | 3   | 3 | 0 | 0 | 3 | 11 | 8  | +3  |
| Corea del Sud | 0   | 3 | 0 | 0 | 3 | 4  | 25 | -21 |

| Arbitro: | Fahad Al-Hosani |

| |           |                      |
| Yunusov 3’ Choriev 7’, 8’, 13’ Abdumavlyanov 11’ Ropiev 16’ Nishonov 22’ Shavkatov 22’ Hamroev 26’ D. Rakhmatov 31’ A. Rakhmatov 37’ Adilov 40’, 40’ | Marcatori | 25’, 38’ Yeong-cheol |

| Arbitro: | Yuttakon Maiket |

|                                            |           |                              |
| Shimizu 1’ Nibuya 9’ Hoshi 11’ Morioka 37’ | Marcatori | 6’ Sardorov 13’ Alimakhmadov |

| Arbitro: | Nurdin Bukuev |

|                               |           |                                             |
| Kuziev 18’ Salomov 39’ (rig.) | Marcatori | 9’ D. Rakhmatov 12’, 37’ Choriev 26’ Adilov |

| Arbitro: | Liu Jianqiao |

|                           |           |                                       |
| Young-jae 14’ Jin-woo 29’ | Marcatori | 11’, 29’, 30’, 39’ Morioka 37’ Takita |

| Arbitro: | Mahmoudreza Nasirloo |

|                              |           |                                          |
| Abdumavlyanov 3’ Yunusov 26’ | Marcatori | 21’ Morioka 24’, 35’ Hoshi 38’ Nishitani |

| Arbitro: | Darius Turner |

|                                                                                          |           |  |
| Halimov 11’ Khojaev 12’ Salomov 20’ R. Sharipov 23’ Hamidov 25’ Vositzoda 27’ Kuziev 39’ | Marcatori |  |

### Gruppo C
| Squadra  | Pti | G | V | N | P | GF | GS | DR  |
| -------- | --- | - | - | - | - | -- | -- | --- |
| Iran     | 9   | 3 | 3 | 0 | 0 | 30 | 4  | +26 |
| Iraq     | 6   | 3 | 2 | 0 | 1 | 10 | 9  | +1  |
| Cina     | 3   | 3 | 1 | 0 | 2 | 8  | 18 | -10 |
| Birmania | 0   | 3 | 0 | 0 | 3 | 5  | 22 | -17 |

| Arbitro: | Anatoliy Rubakov |

|                                              |           |                     |
| Jabar 23’, 28’ Dakheel 39’ (rig.) Hameed 40’ | Marcatori | 6’ Haitao 11’ Liang |

| Arbitro: | Lee Po-fu |

| |           |  |
| Javid 1’, 8’, 22’, 31’ Hassanzadeh 1’, 4’, 8’, 39’ Tayebi 6’, 8’, 15’ Alighadr 7’ Abbasi 35’ Oladghobad 37’ | Marcatori |  |

| Arbitro: | Yuttakon Maiket |

|                            |           |                                  |
| Zaw Lin 18’ Phyo Maung 36’ | Marcatori | 15’ (rig.), 36’ Khalid 22’ Jabar |

| Arbitro: | Anatoliy Rubakov |

|          |           | |
| Yang 20’ | Marcatori | 3’, 14’, 37’ Tayebi 10’, 27’ Tavakoli 10’, 14’ Javid 14’ Shajari 21’, 24’ Hassanzadeh 24’ Esmaeilpour |

| Arbitro: | Hussain Ali Al-Bahhar |

|                                                            |           |                             |
| Tayebi 8’, 38’ Hassanzadeh 12’ Oladghobad 26’ Tavakoli 31’ | Marcatori | 8’ Khalid 29’, 34’ Mohammed |

| Arbitro: | Darius Turner |

|                                                |           |                                |
| Siming 10’ Yameng 14’, 33’ Haitao 19’ Yang 21’ | Marcatori | 1’ Min Soe 35’, 38’ Phyo Maung |

### Gruppo D
| Squadra      | Pti | G | V | N | P | GF | GS | DR |
| ------------ | --- | - | - | - | - | -- | -- | -- |
| Libano       | 7   | 3 | 2 | 1 | 0 | 9  | 5  | +3 |
| Thailandia   | 6   | 3 | 2 | 0 | 1 | 15 | 7  | +6 |
| Kirghizistan | 4   | 3 | 1 | 1 | 1 | 6  | 11 | -5 |
| Giordania    | 0   | 3 | 0 | 0 | 3 | 3  | 10 | -7 |

| Arbitro: | Helday Idang |

|                          |           |                  |
| Alimov 16’ Imanbekov 34’ | Marcatori | 21’, 28’ El-Dine |

| Arbitro: | Kim Jong-hee |

|                                                           |           |                 |
| Apiwat 6’, 18’ Jirawat 9’ (rig.) Jetsada 32’ Kritsada 35’ | Marcatori | 20’ Abu Shaikha |

| Arbitro: | Hasan Mousa Al-Gburi |

|            |           |                                     |
| Shabib 27’ | Marcatori | 8’ Alimov 11’ M. Uulu 34’ Imanbekov |

| Arbitro: | Hussain Ali Al-Bahhar |

|                                                            |           |                              |
| Kobeissy 3’ El-Dine 5’ Tneich 22’ Zeitoun 25’ El-Homsi 39’ | Marcatori | 27’ (aut.) Zeid 29’ Suphawut |

| Arbitro: | Rey Ritaga |

|                                                                            |           |               |
| Suphawut 3’, 21’, 31’ (rig.) Apiwat 20’, 20’ Nattawut 31’ Jetsada 33’, 40’ | Marcatori | 37’ Salimbaev |

| Arbitro: | Trương Quốc Dũng |

|                         |           |            |
| El-Homsi 15’ Tneich 26’ | Marcatori | 12’ Samara |

## Fase a eliminazione diretta
|  | Quarti di finale | Quarti di finale |          |                  | Semifinali                | Semifinali                |  |  | Finale | Finale |
|  |                  |                  |          |                  |                           |                           |  |  |        |        |
|  |                  |                  |          |                  |                           |                           |  |  |        |        |
|  |                  |                  |          |                  |                           |                           |  |  |        |        |
|  | Libano           | 2 (8)            |          |                  |                           |                           |  |  |        |        |
|  | Libano           | 2 (8)            |          |                  |                           |                           |  |  |        |        |
|  | Iraq (dcr)       | 2 (9)            |          |                  |                           |                           |  |  |        |        |
|  | Iraq (dcr)       | 2 (9)            | Iraq     | 0                |                           |                           |  |  |        |        |
|  |                  |                  | Iraq     | 0                |                           |                           |  |  |        |        |
|  |                  | Giappone         | 3        |                  |                           |                           |  |  |        |        |
|  | Giappone         | Giappone         | 3        | 2                |                           |                           |  |  |        |        |
|  | Giappone         |                  |          | 2                |                           |                           |  |  |        |        |
|  | Bahrein          | 0                |          |                  |                           |                           |  |  |        |        |
|  | Bahrein          | 0                | Giappone | 0                |                           |                           |  |  |        |        |
|  |                  |                  | Giappone | 0                |                           |                           |  |  |        |        |
|  |                  | Iran             | 4        |                  |                           |                           |  |  |        |        |
|  | Iran             | Iran             | 4        | 9                |                           |                           |  |  |        |        |
|  | Iran             |                  |          | 9                |                           |                           |  |  |        |        |
|  | Thailandia       | 1                |          |                  |                           |                           |  |  |        |        |
|  | Thailandia       | 1                | Iran     | 7                | Finale per il terzo posto | Finale per il terzo posto |  |  |        |        |
|  |                  |                  | Iran     | 7                | Finale per il terzo posto | Finale per il terzo posto |  |  |        |        |
|  |                  | Uzbekistan       | 1        |                  |                           |                           |  |  |        |        |
|  | Vietnam          | Uzbekistan       | 1        | 1                | Iraq                      | 4 (1)                     |  |  |        |        |
|  | Vietnam          |                  |          | 1                | Iraq                      | 4 (1)                     |  |  |        |        |
|  | Uzbekistan       | 3                |          | Uzbekistan (dcr) | 4 (2)                     |                           |  |  |        |        |
|  | Uzbekistan       | 3                |          |                  | 4 (2)                     |                           |  |  |        |        |
|  |                  |                  |          |                  |                           |                           |  |  |        |        |
|  |                  |                  |          |                  |                           |                           |  |  |        |        |

### Quarti di finale
| Arbitro: | Nurdin Bukuev |

|                                                                                 |                      |                                                                                |
| Koussan 11’ Tneich 22’                                                          | Marcatori            | 7’, 26’ Faisal                                                                 |
| El-Dine K. Zeid Tneich Zeitoun El-Homsi Kobeissy Hamadani Hammoud M. Zeid Rhyem | Tiri di rigore 8 – 9 | Khalid Abdeen Dakheel Bachay Ali Zaher Mahdi Riyadh Al-Zubiaidi Mohammed Zeyad |

| Arbitro: | Tomohiro Kozaki |

|                                                                                  |           |             |
| Esmaeilpour 1’, 3’ Hassanzadeh 4’ Tayebi 5’, 16’, 36’ Javid 21’ Shajari 24’, 35’ | Marcatori | 22’ Jirawat |

| Arbitro: | Mahmoudreza Nasirloo |

|                      |           |  |
| Saito 7’ Shimizu 28’ | Marcatori |  |

| Arbitro: | Mohamad Chami |

|          |           |                                   |
| Luân 28’ | Marcatori | 8’ Adilov 28’ Choriev 39’ Hamroev |

### Semifinali
| Arbitro: | Rey Ritaga |

|  |           |                                    |
|  | Marcatori | 1’ Morioka 6’ Nishitani 19’ Murota |

| Arbitro: | An Ran |

|                                                        |           |                  |
| Javid 2’, 15’, 16’ Hassanzadeh 3’, 30’ Tayebi 10’, 34’ | Marcatori | 39’ A. Rakhmatov |

### Finale 3º posto
| Arbitro: | Helday Idang |

|                                           |                      |                                         |
| Ali 14’ Khalid 20’ Faisal 22’ Dakheel 34’ | Marcatori            | 2’ Choriev 25’, 39’ Yunusov 27’ Hamroev |
| Khalid Dakheel Abdeen                     | Tiri di rigore 1 – 2 | Abdurahmanov Nishonov Sviridov          |

### Finale
| Arbitro: | Mohamad Chami |

|  |           |                                              |
|  | Marcatori | 19’, 28’ Hassanzadeh 21’ Tavakoli 39’ Tayebi |

## Campione
IRAN
(12º titolo)

## Premi
| Premio                       | Giocatore       |
| ---------------------------- | --------------- |
| Miglior giocatore del torneo | Ali Hassanzadeh |
| Scarpa d'oro                 | Hossein Tayebi  |
| Fair Play                    | Iraq            |

## Classifica finale
| Pos. | Squadra       |
| ---- | ------------- |
|      | Iran          |
|      | Giappone      |
|      | Uzbekistan    |
| 4    | Iraq          |
| 5    | Libano        |
| 5    | Thailandia    |
| 5    | Vietnam       |
| 5    | Bahrein       |
| 9    | Taipei cinese |
| 9    | Kirghizistan  |
| 9    | Tagikistan    |
| 9    | Cina          |
| 13   | Malaysia      |
| 13   | Giordania     |
| 13   | Birmania      |
| 13   | Corea del Sud |